# Ben Rutledge
Ben Rutledge (* 9. November 1980 in Cranbrook) ist ein kanadischer Ruderer, der 2008 olympisches Gold im Achter gewann.
2002 in Sevilla nahm Rutledge erstmals an Ruder-Weltmeisterschaften teil und gewann mit dem kanadischen Achter auf Anhieb den Titel. Diesen Titel konnte er im Jahr darauf erfolgreich verteidigen. Das Weltmeisterboot belegte bei den Olympischen Spielen 2004 dann nur den fünften Platz. 2005 wurde Rutledge mit dem Achter Siebter bei den Weltmeisterschaften, 2006 fuhr er mit dem Vierer ohne Steuermann auf den achten Platz. 2007 kehrte Rutledge in den Achter zurück. Nach einem Weltcup-Sieg in Luzern gewann der Achter auch bei den Ruder-Weltmeisterschaften 2007 in München. 2008 siegte der Achter erneut in Luzern. Bei den Olympischen Spielen 2008 in Peking gewann der kanadische Achter Gold in der Besetzung Andrew Byrnes, Kyle Hamilton, Malcolm Howard, Adam Kreek, Kevin Light, Ben Rutledge, Dominic Seiterle, Jake Wetzel und Steuermann Brian Price.
In den Jahren seiner Weltmeisterschaftserfolge (2002, 2003 und 2007) gewann Rutledge mit dem kanadischen Achter jeweils auch bei der Henley Royal Regatta. Rutledge ist Absolvent der University of British Columbia.